# 尼可·托托雷拉
尼可·托托雷拉（Nico Tortorella，1988年7月30日—）是美國的一位演員和模特。他出演過的著名作品包括電影奪命狂呼4、電視劇殺手之王等作品。他是義大利人後裔。